# Prorostlík srpovitý

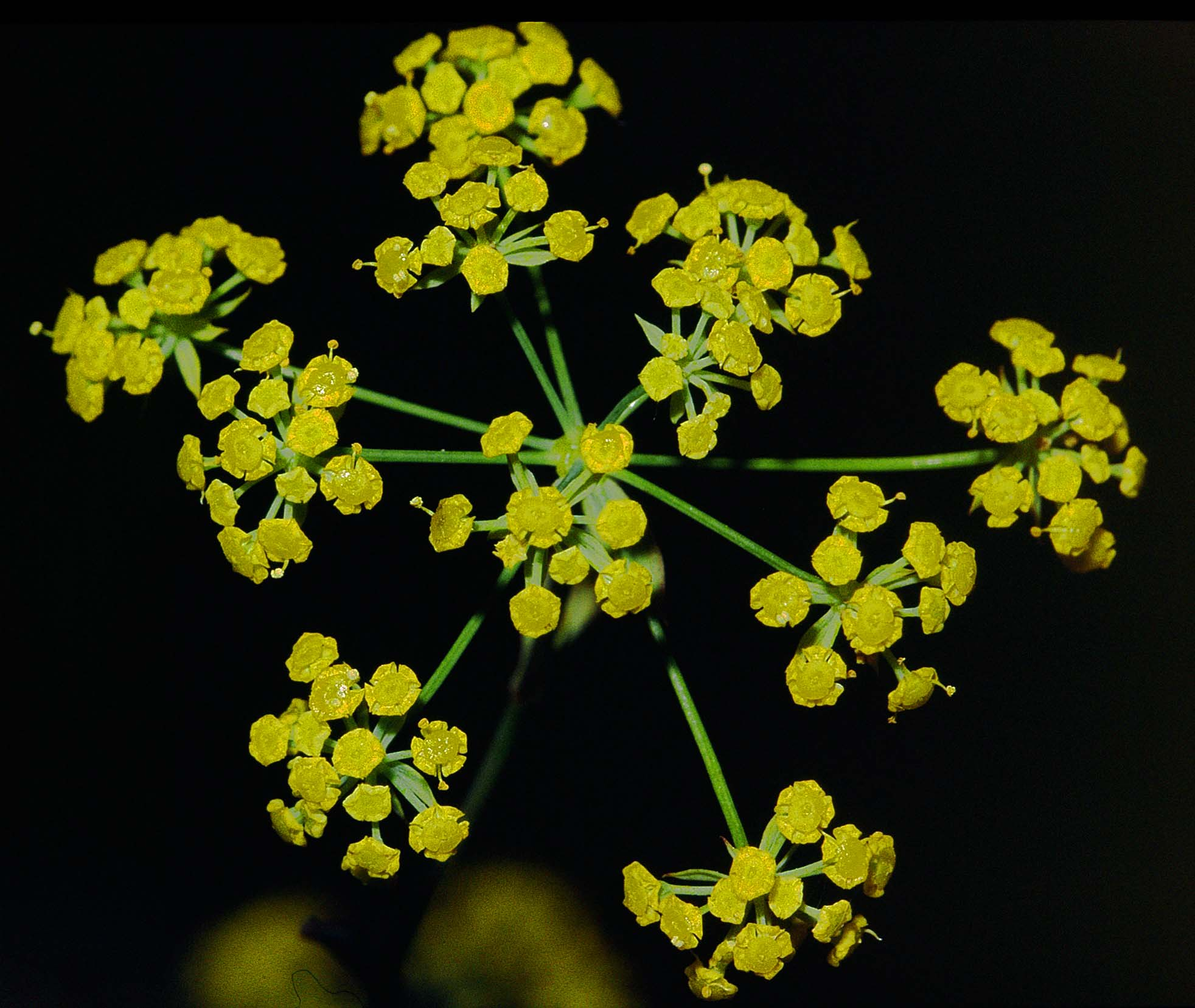
Květenství okolík

Prorostlík srpovitý (Bupleurum falcatum) je vytrvalá, kmínu podobná bylina vysoká 30 až 120 cm. Koncem léta vykvétá drobnými žlutými květy soustředěnými do složených okolíků, jež vyrůstají na konci lodyhy i jejich větví. Je v Česku původním druhem a nejrozšířenějším z asi sedmi druhů prorostlíků, které se v české přírodě vyskytují. Jeho úzké lodyžní listy jsou srpovitě prohnuté, odtud pochází druhové jméno „srpovitý“.

## Rozšíření
Tato rostlina se vyskytuje téměř v celé Evropě, od Britských ostrovů na západě po evropskou část Ruska ohraničenou na východě Uralem a na jihu Kavkazem. Severní hranice jejího rozšíření vede severem Německa a Polska, jižní hranice severním pobřežím Středozemního moře.
Prorostlík srpovitý je v České republice poměrně hojný pouze v teplých oblastech, jinde se vyskytuje řidčeji. Obvykle se nachází v planárním a kolinním stupni v severozápadních, středních a východních Čechách a na jižní a střední Moravě. Vzácně se objevuje ve stupni suprakolinním v Bílých Karpatech, v  nadmořské výšce okolo 700 m n. m.

## Ekologie
Je hemikryptofyt rostoucí převážně na vápencích nebo bazických vyvřelinách, obvykle vyžaduje těžší, hlinité, na živiny bohaté a dobře odvodněné půdy. Bylině prospívá hodně světla a tepla, proto se nejčastěji vyskytuje na výslunných stráních a skalnatých stepích, v křovinatých, lemech po jižních stranách lesů a křovin, ojediněle i uvnitř světlých listnatých lesů. Počet chromozomů n = 16, stupeň ploidie x = 2. Obvykle vykvétá, v závislosti na stanovišti, od konce června do září.
Rostlina je velmi variabilní ve vzrůstu, tvaru a velikosti listů i větvení lodyhy. V Evropě se vyskytují diploidní a tetraploidní cytotypy, které jsou hodnocené jako poddruhy. V české přírodě byl zaznamenán výskyt pouze diploidního poddruhu „falcatum“, kdežto na Slovensku roste jen mnohem robustnější, tetraploidní poddruh dialatum.

## Popis
Vytrvalá, sivozelená rostlina vyrůstající z tlustého, až 40 cm dlouhého, částečně dřevnatého, kůlovitého kořene, který má hojně postranních kořínků. Lodyha rostliny je nejčastěji přímá, řidčeji krátce vystoupavá, obvykle již od spodu vidličnatě větvená. Listy jsou jednoduché, celistvé, vyrůstají střídavě a mají vrcholově souběžnou žilnatinu se třemi až sedmi žilkami, palisty chybí. Přízemní listy s řapíky mají čepel podlouhlou či eliptickou. Lodyžní listy vespod a ve středu lodyhy mají řapíky krátké nebo bývají přisedlé, jsou podlouhlé či široce čárkovité, špičaté a srpovitě prohnuté, listy v horní části lodyhy jsou přisedlé a čárkovité. Směrem vzhůru se listy zmenšují.
Na koncích lodyhy a větví vyrůstají květenství okolíky, které jsou složené z pěti až osmi okolíčků a obaly mají tvořené třemi až pěti špičatými listeny. stopky okolíčků s deseti až patnácti květy jsou tenké a nestejně dlouhé, jejich obalíčky se skládají z pěti až sedmi krátkých listenů.
Květy jsou nažloutlé, pravidelné, oboupohlavné a bez patrného kalichu. Koruna je tvořená pěti, asi 1 mm velkými, volnými, žlutými lístky, které bývají troj nebo pětiúhelníkovité a mívají špičatou koncovou část dovnitř zahnutou. Tyčinek se žlutými prašníky je v květu pět a střídají se s korunními lístky. Spodní semeník vznikl ze dvou plodolistů a má dvě komůrky po jednom vajíčku a dvě krátké čnělky s bliznami. Protandrické květy jsou opylovány drobnými samotářskými včelami a mouchami pestřenkami slétající se pro nektar.
Plody jsou eliptické dvounažky asi 3 mm dlouhé a 2 mm široké, hnědé, které se ve zralosti rozpadají na dvě merikarpia (plůdky). Merikarpia, v podstatě semena, jsou hnědá, na vrcholu uťatá, mají úzká žebra, na průřezu jsou pětiúhelníkovitá, obsahují malé embryo a hodně endospermu. Rostliny lze rozmnožovat semeny, která při teplotě okolo 15 °C vyklíčí za dva až osm týdnů, nebo rozdělením trsů.

## Význam
Listy a mladé výhonky lze z jara konzumovat vařené jako zeleninu, rostlina je bohatým zdrojem rutinu, který zvyšuje pružnost cév a snižuje množství „špatného“ LDL cholesterolu. Bylina má také přímé léčivé účinky, tinktura z listů nebo přímo rozdrcené listy se používají na popáleniny a léčbu ran. Vnitřně užívaný kořen má protizánětlivé účinky, léčí horečku a působí také jako sedativum, v čínské medicíně se čerstvý nebo sušený používá při léčbě malárie, nemocí jater a ledvin, proti nadýmání a při poruchách imunitního systému.